# 木瓜镇 (府谷县)
木瓜镇，是中华人民共和国陕西省榆林市府谷县下辖的一个乡镇级行政单位。

## 行政区划
木瓜镇下辖以下地区：
木瓜村、前梁村、董家沟村、王家峁村、尧坬坡村、东梁村、台问沟村、常塔村、阳坬村、柳沟村和大柳树墕村。